# Scheuerle
De Scheuerle Fahrzeugfabrik GmbH is een Duits bedrijf dat gespecialiseerd is in de productie van materieel voor superzware transporten. Het bedrijf is gevestigd in Pfedelbach in de Duitse deelstaat Baden-Württemberg.

## Geschiedenis
In 1869 begon Christian Scheuerle een smederij in Pfedelbach. In 1937 begon kleinzoon Willy Scheuerle met de ontwikkeling van voertuigen voor zwaar transport. Zijn ontwikkelingen uit de jaren 1940 vormen de basisprincipes van vrijwel alle huidige typen materieel voor zwaar transport. In 1949 verkocht Scheuerle de eerste moderne dieplader met mechanisch gestuurde assen. In 1950 begon een productieprogramma met diepladercombinaties van twee- en veelassige voertuigen van 10 tot 100 ton laadvermogen. Een hydraulische asophanging voor transporten van ladingen tot 500 ton werd in 1959 ontwikkeld. In 1972 volgde de elektronische multi-directionele sturing. Deze ontwikkelingen zijn de basis voor zelfrijdende transportmodules, SPMTs ('self propelled modular transporters').

## Materieel
Het eerste grote project was in 1960 de verhuizing van de rotstempel van Aboe Simbel in Egypte. In de jaren 1980 werden de eerste volledig elektrisch aangedreven SPMTs ontwikkeld. Door het koppelen van verschillende modules kunnen enorme lasten vervoerd worden. Zo werd in 2004 in Engeland een geïntegreerd olie- en gasplatform verplaatst met een totale massa van 14250 ton. De vele aslijnen worden aandreven door zogenaamde power packs. Deze bevatten een dieselmotor die de hydraulische pompen aandrijven die zorgen voor de voortbeweging, de draaibewegingen en het heffen en laten zakken van elke as.
In 2007 ontwikkelde Scheuerle in opdracht van de Europese Ruimtevaartorganisatie (ESA) een voertuig voor het transporteren van de radiotelescopen voor de Atacama Large Millimeter Array (ALMA) van de Europese Zuidelijke Sterrenwacht (ESO) in de Atacamawoestijn in Chili.
In 2009 ontwikkelde Scheuerle een speciaal SPMT-voertuig met 516 wielen voor het Australian Marine Complex voor het vervoeren van 80 m lange onderzeeboten. De hele combinatie van voertuig plus lading weegt ruim 3200 ton.

## Bedrijf
Eind 2007 had Scheuerle wereldwijd 650 mensen in dienst, waarvan 350 in Pfedelbach. Jaarlijks worden 700 voertuigen geproduceerd.

## Samenwerking
Scheuerle maakt sinds 1994 deel uit van de TII Group (Transporter Industry International), eigendom van de Duitse industrieel Otto Rettenmaier, waarvan ook het Franse Nicolas en het Duitse Kamag deel uitmaken. Deze drie bedrijven zijn alle gespecialiseerd in de productie van materieel voor superzware transporten.